# Haplochromis nigrescens
Haplochromis nigrescens е вид лъчеперка от семейство Цихлиди (Cichlidae).

## Разпространение
Видът е разпространен в Кения.